# Mary Lou Forbes
Mary Lou Forbes (* 21. Juni 1926 in Alexandria, Virginia, als Mary Lou Werner; † 27. Juni 2009 ebenda) war eine US-amerikanische Journalistin, die 1959 einen Pulitzer-Preis in der Kategorie  Local Reporting, Edition Time erhielt.

## Leben
Mary Lou Werner wurde 1926 in Alexandria, einer Stadt in Virginia unmittelbar an der Grenze zum District of Columbia, geboren. Ihr Vater verstarb früh und Werner wurde so von einer verwitweten, alleinerziehenden Mutter großgezogen. Nach dem Abschluss der High School 1942 begann sie ein Studium der Mathematik an der University of Maryland, musste aber wegen der finanziell prekären Situation der Familie das Studium abbrechen, um sich einen Beruf zu suchen. Auf diesem Wege wurde sie Journalistin beim Washington Star, wo sie in den 1950ern mit großer Beachtung über die Desegregation der Schulen Virginias berichtete. 1959 erhielt sie deshalb einen Pulitzer-Preis für zeitnahe lokale Berichterstattung für ihre „ausführliche, ein Jahr lange Berichterstattung über die Integrierungskrise in Virginia, die ein bewunderswertes Maß an Akkuratheit, Schnelligkeit und der Fähigkeit, die neusten Entwicklungen innerhalb von schwierigen und anstrengenden Aufträgen unter Zeitdruck verständlich zu machen, aufzeigte“.
Etwa gleichzeitig wurde sie zur Redakteurin des Washington Star befördert und war damit eine der ersten Frauen innerhalb der Zeitung, die eine solche Position übernahm. Eine implizite Bedingung für diesen beruflichen Aufstieg war, dass Forbes unverheiratet blieb; berufstätige verheiratete Frauen waren damals nicht üblich, erst recht nicht in Leitungspositionen. Später heiratete Werner und nahm den Namen Mary Lou Forbes an. Sie blieb bis zum Ende des Washington Stars 1982 bei der Zeitung und wechselte anschließend zur Washington Times, wo sie Kommentarsektion der Zeitung begründete und leitete. In den nächsten Jahren konnte sie unter anderem Carl Bernstein und Cal Thomas für ihre Meinungsseite gewinnen. Sie starb im Juni 2009 gut eine Woche nach ihrem 83. Geburtstag an den Folgen einer Brustkrebserkrankung in ihrer Heimatstadt Alexandria.